# Per Rönnegård
Per Helge Samuel Rönnegård, född 30 september 1967 i Helga Trefaldighets församling, Uppsala län, är präst i Svenska Kyrkan, teologie doktor i Nya testamentets exegetik, författare och översättare.

## Biografi
Rönnegård är utbildad vid Uppsala universitet, Teologisk Fakultet i Oslo och vid Lunds universitet. Han disputerade 2007 på en avhandling om bibelbruket i Ökenfädernas tänkespråk och arbetar sedan 2009 som forskare inom forskningsprogrammet ”Det tidiga klosterväsendet och den antika bildningsidealet” vid Centrum för Teologi och Religionsvetenskap, Lunds universitet. Rönnegård är även redaktör för tidskriften Meddelanden som ges ut av Collegium Patristicum Lundense. Per Rönnegård vigdes till präst i Svenska kyrkan i Uppsala Domkyrka i juni 2011 av biskop Ragnar Persenius.